# Astrid Krog Halse

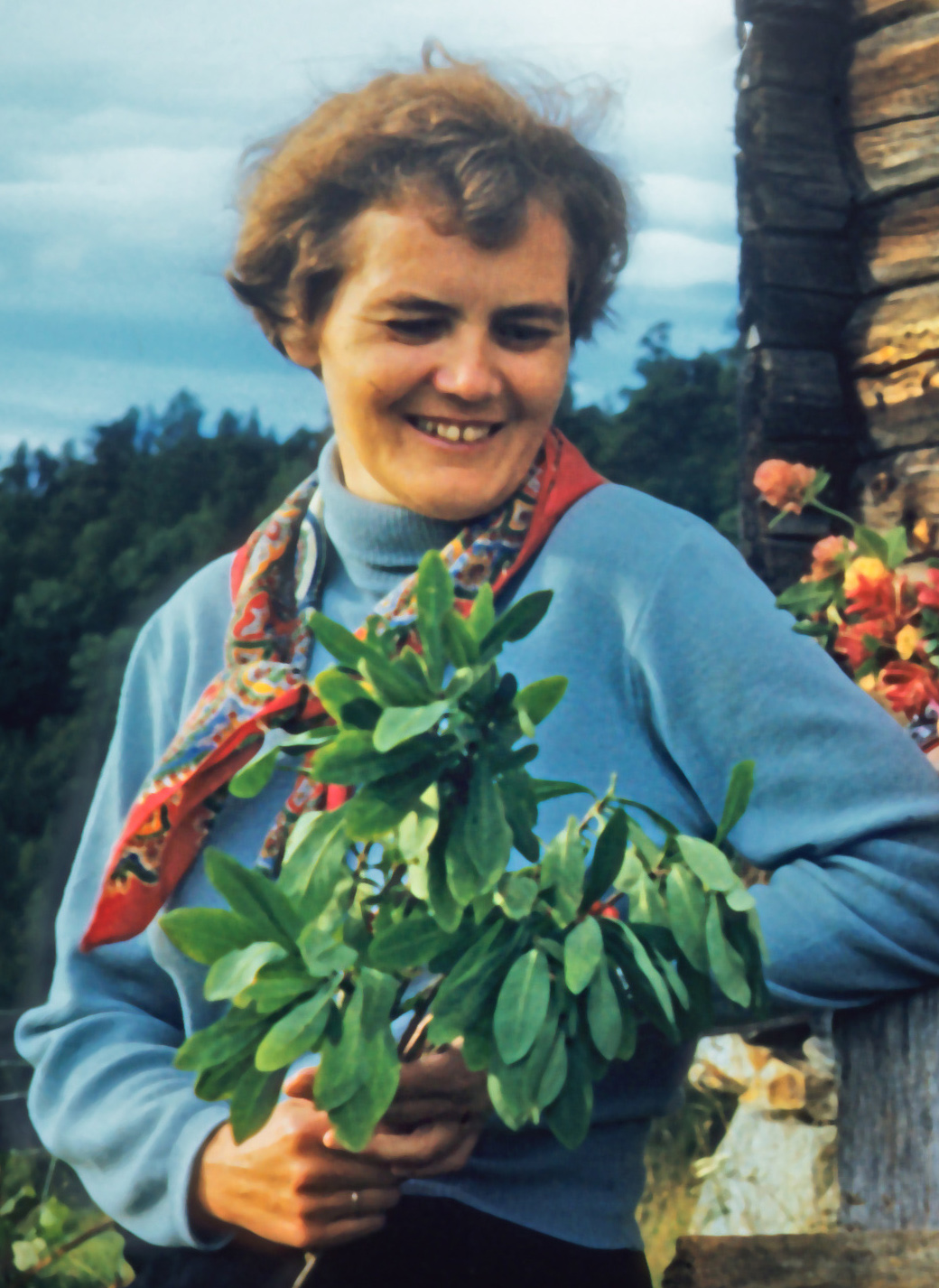
Astrid Krog Halse

Astrid Krog Halse (* 25. Januar 1914 in Meldal; † 7. Februar 2007 in Trondheim) war eine norwegische Lyrikerin und Lehrerin, die für ihre Gedichte im Dialekt bekannt war.
Astrid Krog Halse wuchs in einer Lehrerfamilie auf. Ihre Gedichte schrieb sie vorzugsweise im Dialekt von Meldal in Sør-Trøndelag, so auch ihre erste Gedichtsammlung Marimesse 1961. Insgesamt brachte sie sieben Bände heraus. Einige Texte von Astrid Krog Halse wurden auch von der norwegischen Rockband Gåte vertont. 1998 erhielt sie den Kulturpreis der Kommune Meldal.

## Werke
- Marimesse (1961)
- Løssi-natta (1964)
- Gull over gråstein (1966)
- Trettondagskvelden (1968)
- Oska og elden (1969)
- Dolsi Dalom: åt bånnom (1970)
- Storofsin (1971)
- Ante i Åsa (1974)
- Myrull (1975)
- Målet hennar mor (2000)

| Personendaten    | Personendaten         |
| ---------------- | --------------------- |
| NAME             | Halse, Astrid Krog    |
| ALTERNATIVNAMEN  | Krog Halse, Astrid    |
| KURZBESCHREIBUNG | norwegische Lyrikerin |
| GEBURTSDATUM     | 25. Januar 1914       |
| GEBURTSORT       | Meldal                |
| STERBEDATUM      | 7. Februar 2007       |
| STERBEORT        | Trondheim             |